# Heinrich Steinhöwel

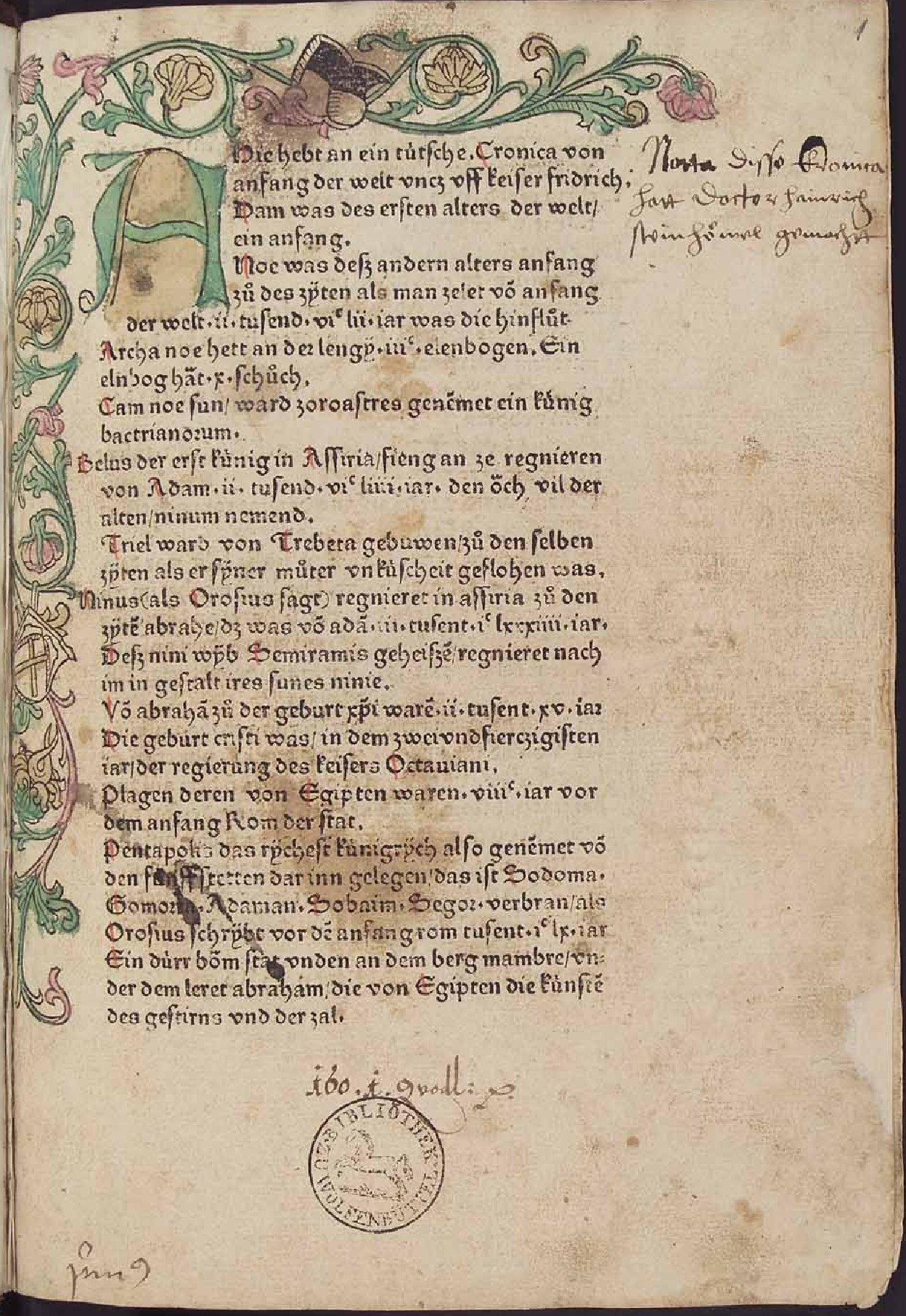
Heinrich Steinhöwel: Inkunabel, gedruckt in Ulm 1473

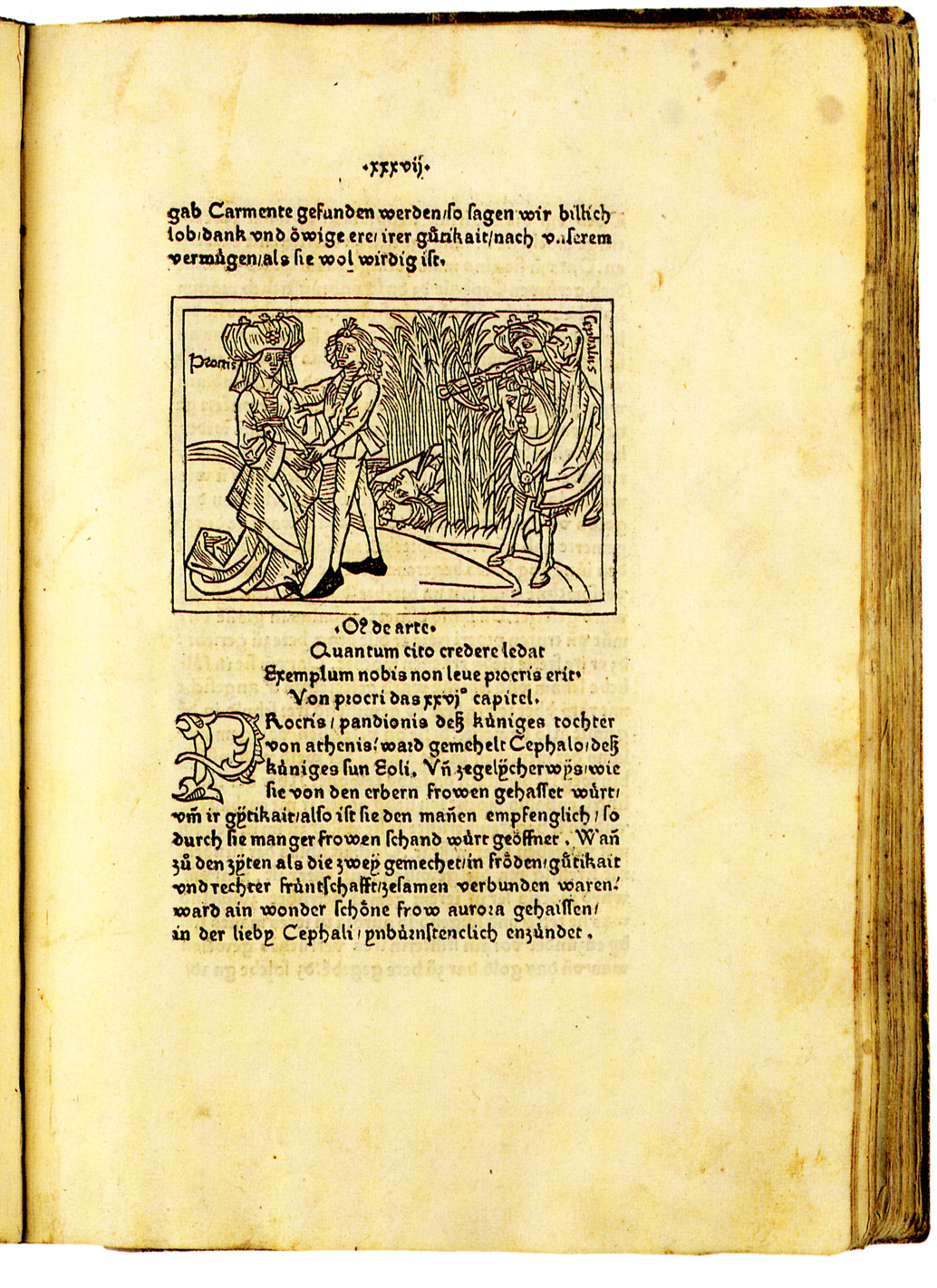
Von den synnrychen erluchten wyben. (nach Boccaccios De mulieribus claris), im Verlag Johann Zainer, Ulm, kurz vor 1474

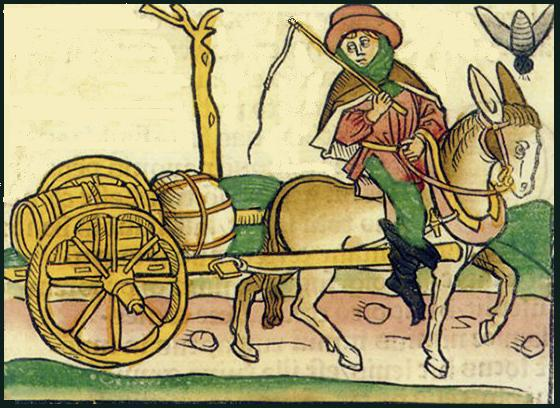
Buch und Leben des hochberühmten Fabeldichters Aesopi im Verlag Johann Zainer, Ulm 1476 (später kolorierter Holzschnitt)

Heinrich Steinhöwel, auch Steinhäuel oder Steinheil (* 1410/1411 in Weil der Stadt; † 1. März 1479 in Ulm) war ein deutscher Arzt, frühhumanistischer Übersetzer und Schriftsteller. Ab 1450 wirkte er als Stadtarzt in Ulm.

## Leben
Steinhöwel wurde nach neueren Erkenntnissen 1410 oder 1411 geboren. Er studierte seit 1429 Medizin in Wien, wo er 1436 Magister wurde. Weiter studierte er ab 1438 in Padua und promovierte dort 1443 zum Doktor der Medizin. Schon 1442 war er Rector artistarum in Padua gewesen.
Ab 1444 unterrichtete er an der Universität Heidelberg Medizin. Seit 1446 praktizierte er in seiner Heimatstadt Weil, und 1449 war er Stadtarzt in Esslingen am Neckar.
1450 wurde Steinhöwel zunächst für sechs Jahre und dann mit verlängertem Vertrag zum Stadtarzt von Ulm bestallt, wo er 1479 verstarb. Parallel zu dieser Tätigkeit wirkte er als Leibarzt verschiedener Fürsten, u. a. des Grafen Eberhard von Württemberg und im Jahr 1454 für Philipp den Guten von Burgund.
In der Übergangszeit von spätem Mittelalter zur Renaissance wuchs auch das Interesse an der klassischen römischen und griechischen Kultur. Steinhöwel war spätestens seit seiner Niederlassung in Ulm Mittelpunkt eines Kreises humanistisch gesinnter Männer in Schwaben wie (Niklas von Wyle oder Antonius von Pforr) und arbeitete auch als Übersetzer aus dem Lateinischen und Herausgeber antiker Texte.
Steinhöwel übersetzte unter anderem die metrische Bearbeitung des antiken Romans Apollonius von Tyrus durch Gottfried von Viterbo sowie Werke von Petrarca.
1471 erschien bei Günther Zainer in Augsburg seine deutsche Übersetzung von Petrarcas lateinischer Bearbeitung der Griseldis-Novelle aus Boccaccios Decameron' (Dec. X, 10).
Anschließend holte Steinhöwel den Bruder seines Augsburger Druckers Johann Zainer nach Ulm, der vermutlich mit Steinhöwels finanzieller Unterstützung 1472 eine Erstdruckerei in Ulm einrichtete.
Als erstes Druckwerk in Ulm erschien am 11. Januar 1473 Steinhöwels Schrift Das Büchlein der Ordnung der Pestilenz.
Noch im selben Jahr 1473 erschien eine lateinische und bald darauf eine deutsche Übersetzung von Boccaccios De mulieribus claris, beide mit zahlreichen qualitätvollen Holzschnitten.
Um 1476 veröffentlichte Steinhöwel seine berühmte und einflussreiche zweisprachige Sammlung äsopischer Fabeln nach verschiedenen lateinischen Fassungen: Buch und Leben des hochberühmten Fabeldichters Aesopi im Verlag von Johann Zainer in Ulm. Dem lateinischen Text ist eine deutsche Prosaübersetzung beigegeben. Der Ulmer Aesop von 1476 hat einige weitere Fabelsammlungen der späteren Jahrhunderte inspiriert. Das 550 Seiten umfassende Werk ist mit 191 Holzschnitten und zahlreichen Initialen versehen. Die Holzschnitte entstanden zur Blütezeit des Ulmer Holzschnittes, sie zeichnen sich durch hohe Plastizität, einen sicheren Umgang mit Räumlichkeit und charakteristischen Darstellung der Tiere und Menschen, bis hin zur Stimmung wiedergebender Mimik, aus.
Den „Ulmer Aesop“ würzte Steinhöwel mit einer Lebensbeschreibung des Aesop, Erzählungen von Petrus Alphonsus und Poggios. Die Erzählungen Poggios – amouröse Abenteuer verheirateter Frauen – bewirkten, dass der Esopus zu einem Bestseller seiner Zeit wurde. Die Kehrseite der Medaille war allerdings die Verurteilung dieser Unterhaltungsliteratur.
Martin Luther, der die wegen ihrer lehrhaften Wirkung beliebte Fabel förderte, war gleichzeitig ein Kritiker dieser Ausgabe.
Heinrich Steinhöwel hat durch seine relativ freien und auf den Sinn (ad sensum) bezogenen Übersetzungen aus dem Lateinischen ins Deutsche großen Einfluss auf die Entwicklung einer gehobenen deutschen Schriftsprache ausgeübt. Seine in den Einleitungen publizierten Äußerungen über seine Prinzipien der Übersetzung zählen zu den frühen theoretischen Äußerungen der Renaissance zum Problem des Übersetzens und damit implizit des Kulturtransfers.

## Schriften
- Historie von der Kreuzfahrt Herzog Gottfrieds. (Übersetzung des R. Monachus, Autorschaft zweifelhaft), 1461.
- Apollonius von Tyrus. Günther Zainer, Augsburg 1471.[7] Marburger Repertorium zur Übersetzungsliteratur im deutschen Frühhumanismus
- Griseldis. (Übersetzung des Boccaccio nach der lateinischen Bearbeitung Petrarcas), Druck Augsburg 1471 und später. Marburger Repertorium zur Übersetzungsliteratur im deutschen Frühhumanismus
- Tütsche Cronica. 1473.
- Büchlein der Ordnung der Pestilenz. (Regimen Pestilentiae), Druck Johann Zainer, Ulm 1473 (Digitalisat)
  - Faksimile in: Arnold Carl Klebs, Karl Sudhoff (Hrsg.): Die ersten gedruckten Pestschriften. München 1926, S. 171–177.
- Von den synnrychen erluchten wyben. (nach Boccaccios De mulieribus claris), im Verlag Johann Zainer, Ulm, kurz vor 1474. Mit den 81 künstlerisch bedeutenden Holzschnitten eines unbekannten Ulmer Künstlers gehört das Werk zu den ersten anspruchsvoll illustrierten Druckwerken der Inkunabelzeit[8]
- Spiegel menschlichen Lebens. (nach Rodrigo Sánchez de Arévalo), 1475.
- Buch und Leben des hochberühmten Fabeldichters Aesopi. lat./dt. Druck mit über 200 Holzschnitten im Verlag Johann Zainer, Ulm 1476.[9]
- Steinhöwels Äsop. Tübingen : Litterar. Verein in Stuttgart, 1873 (Digitalisat)